# Фотозбільшення
«Фотозбільшення» (англ. Blowup) — кінофільм Мікеланджело Антоніоні, поставлений 1966 року за мотивами оповіданням Хуліо Кортасара «Слина диявола». Перший англомовний фільм італійського кінорежисера. «Фотозбільшення» здобув «Золоту пальмову гілку» 20-го Каннського кінофестивалю 1967 року та номінувався на премію «Оскар» за режисерську і сценарну роботи..
Фільм зайняв 60-те місце у переліку 100 найкращих британських фільмів XX століття, складеному Британським інститутом кінематографії у 1999 році.

## Сюжет
Фільм розпочинається з показу уранішнього розпорядку дня молодого і успішного лондонського фотографа — Томаса (Девід Хеммінгс). Вийшовши рано вранці з нічліжки, де він, переодягнувшись бродягою, робив знімки, Томас повертається до своєї студії, де його чекають моделі для зйомок. Першою він проводить сесію з дівчиною, яку грає знаменита німецька модель та акторка Верушка, і кадр з цієї зйомки розміщений на афіші фільму. Для того, щоб збавити час, чекаючи відкриття антикварного магазину, Томас вирушає до прилеглого парку, де робить знімки. Його приваблює одна пара (чоловік і молода жінка), і він потай її фотографує. Помітивши Томаса, жінка (Ванесса Редґрейв) починає переслідувати його, намагаючись відібрати фотоапарат і вимагаючи повернути їй плівку. Чоловік, тим часом, зникає.
Жінка, проте, підстерігає його біля будинку, і, продовжуючи вимагати віддати їй плівку, викликає у Томаса інтерес своєю незвичайною зовнішністю і аристократичністю манер. Він віддає їй іншу плівку під виглядом справжньої, просить залишити йому телефон і відпускає. Потім проявляє зроблені в парку знімки і, знайшовши деякі дивності, помічає при фотозбільшенні, що в кущах за парканом причаївся невідомий з пістолетом, а на іншому знімку — щось схоже на тіло, що лежить в кущах. Намагаючись подзвонити за номером, залишеним йому Джейн, він виявляє, що такого номера не існує. Повернувшись у парк надвечір, Томас знаходить там тіло зафіксованого на знімку чоловіка: очевидно, його було застрелено відразу після побачення. Томас йде до свого видавця, але тому байдуже: його цікавлять світлини модних моделей.
Паралельно у фільмі розгортається панорама «свінгуючого Лондона» 1960-х років з його гедоністичною одержимістю модою, музикою і молодістю.
У фінальній сцені Томас знову повертається на місце злочину, але тіла там уже немає. Він помічає групу мімів, які беззвучно зображують гру в теніс. Поборовши свій подив, він включається в гру — і в кадрі стає чутним звук тенісного м'ячика. А незабаром після цього фігура героя зникає з кадру, неначе її там і не було, — перед глядачем з'являється порожній зелений газон.

## В ролях
| Ванесса Редґрейв | ···· | Джейн           |
| Сара Майлз       | ···· | Патриція        |
| Девід Хеммінгс   | ···· | Томас, фотограф |
| Джон Касл        | ···· | Білл            |
| Джейн Біркін     | ···· | блондинка       |
| Джилліан Гіллс   | ···· | брюнетка        |
| Пітер Боулз      | ···· | Рон             |
| Верушка          | ···· | Верушка         |
| Джуліан Шагрін   | ···· | мім             |
| Клод Шагрин      | ···· | мім             |

### Камео
У фільмі невеликі ролі зіграли різні люди, яку уже були відомими до 1966 року, так і ті, що здобули популярність пізніше. Найвідоміше камео виконала рок-група The Yardbirds, яка зіграла пісню «Stroll On» в нічному клубі незадовго до фіналу стрічки. Тоді як Кіт Рельф співає, Джиммі Пейдж і Джеф Бек грають на гітарах по обидва боки від нього і Кріса Дрея. Після того, як гітарний підсилювач Джефа Бека виходить з ладу, він починає трощити його гітарою і потім розбиває гітару в традиції The Who. Спочатку Антоніоні звернувся до Еріка Бердона, вокаліста The Animals, з пропозицією зіграти в цій сцені, але Бердон відмовив. Антоніоні хотів зняти The Who, оскільки був у захваті від звички Піта Таунсенда розбивати гітару після виступу. Гітарист The in Crowd Стів Хау згадує: «Ми прийшли на знімальний майданчик і почали підготовку до сцени розбивання гітари. Вони навіть зайшли так далеко, що зробили купу копій Gibson 175… і потім вони замінили нас на The Yardbirds, які були відомішими. Ось чому ви бачите Джефа Бека, що розбиває мою гітару охочіше, ніж свою»! Антоніоні також розглядав кандидатуру американської групи The Velvet Underground (підписаною у той час відділенням MGM Records) на участь у цій сцені, але, згідно із заявою гітариста Стерлінга Моррісона, «витрати на доставку усього сценічного антуражу до Англії виявилися для Антоніоні занадто великими».
У нічному клубі можна помітити знудьгованого в натовпі Майкла Пейліна, в майбутньому учасника комік-групи Монті Пайтон, а також майбутню журналістку Дженет Стріт-Портер, що танцює в смугастих штанах.
На дверях у клуб висить плакат, на якому зображено надгробок з епітафією «Тут покоїться Боб Ділан, що помер в Роял Альберт-холлі 27 травня 1966 року R.I.P.», що є відсиланням до знаменитого концерту Боба Ділана у Британії, даного після його переходу з акустичного фолку до електричного рок-саунду, коли хтось з аудиторії крикнув йому «Іуда»!. Проте, це поширена помилка, насправді цей випадок стався в Залі вільної торгівлі в Манчестері за 10 днів до концерту в Лондонському Альберт-холлі. Поряд з ним висить плакат з карикатурою на прем'єр-міністра Великої Британії Гарольда Вильсона.

## Місця зйомок

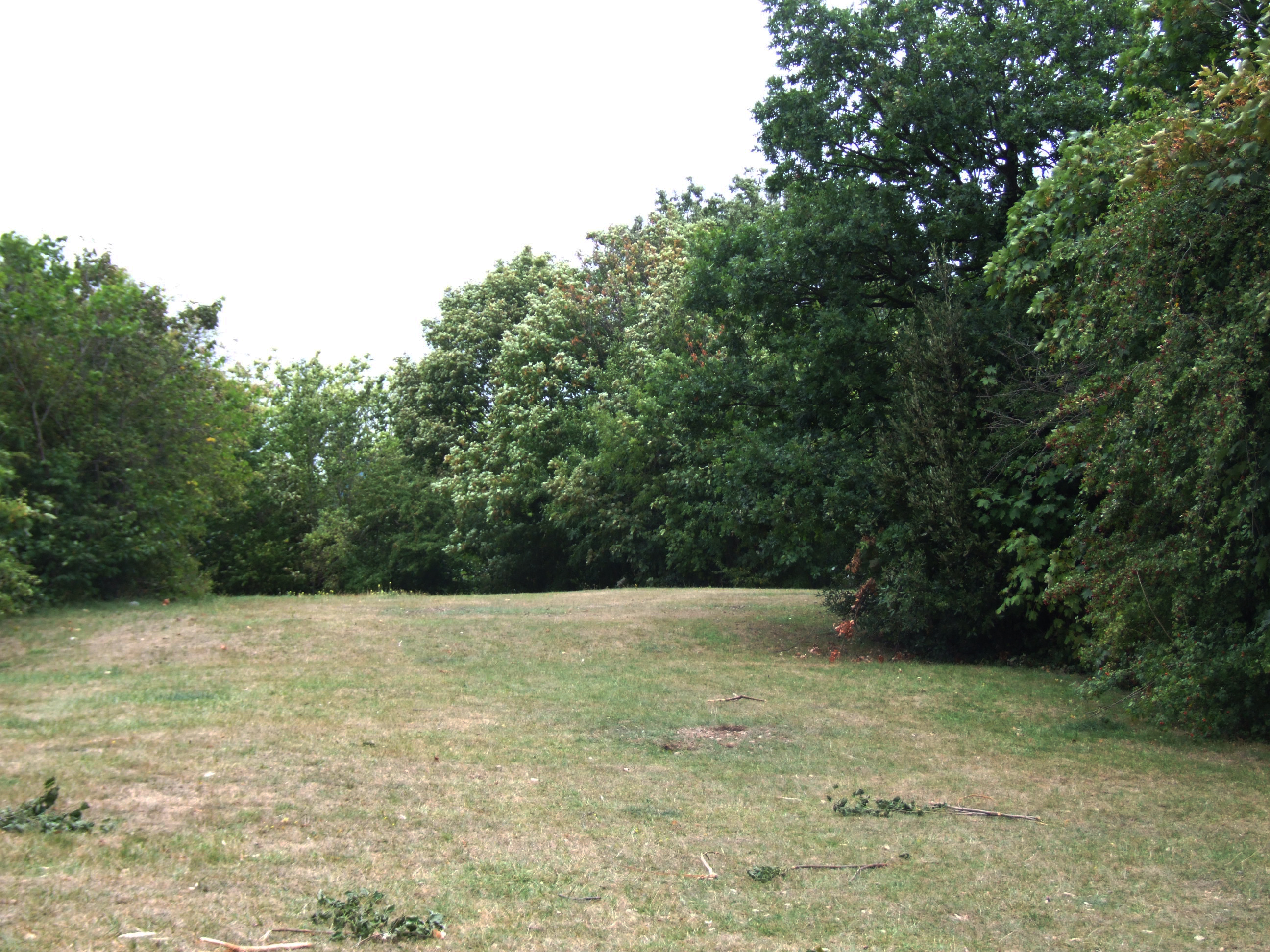
Місце злочину — лондонський парк Маріон

Сцена, що відкриває фільм, з мімами була знята на площі перед будівлею журналу The Economist на вулиці Пікаділлі, побудованому у рамках проекту «Новий Бруталізм» Елісон і Пітера Смітсонів у 1959–1964 роках.
Сцена, в якій бездомні чоловіки покидають нічліжку The Spike, була знята на Консорт-роуд в районі Пекхем. Паркові сцени були зняті в парку Маріон, розташованому на південному сході Лондона в районі Чарльтон. Вулиця з червоними будинками, повз які проїжджає герой Хеммінгса, розташована на Стокуелл-роуд, а будинки і магазини в них належать мотоциклетній компанії Pride & Clarke.
Сцена, в якій Хеммінгс зі своєї машини помічає таємничу жінку і йде за нею, була знята на Ріджент-стріт. Він зупиняється на Хеддон-стріт, на якій пізніше був сфотографований Девід Бові для обкладинки альбому Ziggy Stardust.
Екстер'єром студії Хеммінгса слугували будівлі 77 на Поттері-лейн, W11 і 39 на Принцес-плейс, W11. Фотограф Джон Коуен здав свою студію, розташовану на Принцес-плейс, будинок 39, Антоніоні в оренду для зйомок як зовні, так і усередині, тому показані у фільмі фотографії, що висять на стінах студії насправді належать Коуену.
Екстер'єр для сцени вечірки був знятий зовні будівлі 100 на Чейн-уолк, в районі Челсі. Інтер'єр же був знятий в апартаментах лондонського торговця антикваріатом Крістофера Гіббса..

## Сприйняття
Американський кінокритик Роджер Еберт писав: «Суть не в тому, чи було вбивство. У фільмі розповідається про персонажа, зануреного в нудьгу та несмак, у якого фотографії викликають щось близьке до пристрасті». На думку критика, Томас просто отримує дещо нове в своєму житті, і наступного дня це зникає. Можливо, навіть Томасові підозри, що він став свідком убивства — не більше, ніж фантазії, вигадані для втечі від заможного, проте безперспективного життя.
Річард Рауд у газеті «The Guardian» висловився щодо головного героя: «боюся, глибший момент полягає в тому, що все його життя присвячено фотографуванню злочинів: спотвореної картинки глянцевих журналів, які цураються життя». Суть фільму вбачається у засудженні порожнього, бездушного існування фотографа, в якому навіть свідком справжнього вбивства стає радше не він сам, а його камера.

## Визнання
| Нагороди та номінації фільму «Фотозбільшення» | Нагороди та номінації фільму «Фотозбільшення»     | Нагороди та номінації фільму «Фотозбільшення»   | Нагороди та номінації фільму «Фотозбільшення»      | Нагороди та номінації фільму «Фотозбільшення» | Нагороди та номінації фільму «Фотозбільшення» |
| Рік                                           | Кінофестиваль/кінопремія                          | Категорія/нагорода                              | Номінант                                           | Результат                                     |                                               |
| --------------------------------------------- | ------------------------------------------------- | ----------------------------------------------- | -------------------------------------------------- | --------------------------------------------- | --------------------------------------------- |
| 1966                                          | Спільнота кінокритиків Нью-Йорка                  | Найкращий фільм                                 | Фотозбільшення                                     | 3-є місце                                     |                                               |
| 1966                                          | Спільнота кінокритиків Нью-Йорка                  | Найкращий режисер                               | Мікеланджело Антоніоні                             | 3-є місце                                     |                                               |
| 1966                                          | Національна спілка кінокритиків США               | Найкращий фільм                                 | Фотозбільшення                                     | Перемога                                      |                                               |
| 1966                                          | Національна спілка кінокритиків США               | Найкращий режисер                               | Мікеланджело Антоніоні                             | Перемога                                      |                                               |
| 1967                                          | Премія Оскар                                      | Найкращий режисер                               | Мікеланджело Антоніоні                             | Номінація                                     |                                               |
| 1967                                          | Премія Оскар                                      | Найкращий сценарій                              | Мікеланджело Антоніоні, Тоніно Гуерра, Едвард Бонд | Номінація                                     |                                               |
| 1967                                          | Золотий глобус                                    | Найкращий зарубіжний англомовний фільм          | Фотозбільшення                                     | Номінація                                     |                                               |
| 1967                                          | 20-й Каннський міжнародний кінофестиваль          | Золота пальмова гілка                           | Фотозбільшення                                     | Перемога                                      |                                               |
| 1967                                          | Спільнота кінокритиків Канзаса                    | Найкращий режисер                               | Мікеланджело Антоніоні                             | Перемога                                      |                                               |
| 1967                                          | Нагорода «Лавр»                                   | Золотий лавр                                    | Фотозбільшення                                     | Перемога                                      |                                               |
| 1968                                          | Премія BAFTA                                      | Найкращий британський фільм                     | Фотозбільшення                                     | Номінація                                     |                                               |
| 1968                                          | Премія BAFTA                                      | Найкращий британський кінооператор              | Карло ді Пальма                                    | Номінація                                     |                                               |
| 1968                                          | Премія BAFTA                                      | Найкращий британський художник                  | Ештон Гортон                                       | Номінація                                     |                                               |
| 1968                                          | Синдикат французьких кінокритиків                 | Приз за найкращий іноземний фільм               | Фотозбільшення                                     | Перемога                                      |                                               |
| 1968                                          | Італійський національний синдикат кіножурналістів | «Срібна стрічка» найкращому іноземному режисеру | Мікеланджело Антоніоні                             | Перемога                                      |                                               |